# فاستو لوراتی
فاستو لوراتی (انگلیسی: Fausto Lurati؛ زادهٔ ۲۹ اوت ۱۹۲۹ - درگذشته ۲۸ ژوئیهٔ ۲۰۱۵) دوچرخه‌سوار اهل سوئیس بود.